# Sneeuwgrens

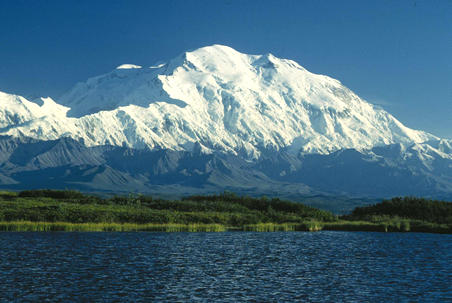
De besneeuwde Denali in Alaska, de hoogste berg in Noord-Amerika

De sneeuwgrens is de hoogte boven zeeniveau waarop gedurende het hele jaar sneeuw blijft liggen. Boven de sneeuwgrens blijft er, ook tijdens de warmste maanden van het jaar, sneeuw liggen doordat niet alle sneeuw smelt of verdampt voordat er weer nieuwe sneeuw valt.
Boven de sneeuwgrens blijft tijdens het warmste deel van het jaar de gemiddelde dagtemperatuur onder het vriespunt (nul graden Celsius (°C)). Temperatuur is echter niet de enige factor. Als er bijvoorbeeld veel wind staat, waardoor sneeuw wordt weggeblazen, of weinig sneeuw valt vanwege een droog klimaat, kan de sneeuwgrens hoger liggen dan de grens van 0°C.
De sneeuwgrens varieert op Aarde met de breedtegraad. Op Antarctica en op Groenland ligt de sneeuwgrens onder het zeeniveau, daar ligt ook op zeeniveau gedurende het hele jaar sneeuw. Rond de evenaar liggen gebergtes hoger dan 4000 m, waar niet het hele jaar sneeuw ligt.
In een gebergte kan de grens van 0°C bij benadering berekend worden door de regel dat met elke 100 meter de temperatuur afneemt met ongeveer 1 graad Celsius. Als het op zeeniveau 20 graden Celsius is dan is zal het op ongeveer 2 kilometer boven zeeniveau 0 graden Celsius zijn.